# Ilomantsi
Ilomantsi (carelio: Il'manči o Ilomančči) es un municipio de Finlandia ubicado en la región de Carelia Septentrional.
En 2022, el municipio tenía una población de 4492 habitantes, de los que unos dos mil quinientos vivían en la capital municipal.
El pueblo se ubica cerca de la frontera con Rusia, unos 50 km al este de la capital regional Joensuu, con la cual está conectada a través de la carretera 74. El término municipal es fronterizo y alberga el pueblo de Hattuvaara, que es el asentamiento más oriental de Finlandia y de la parte continental de la Unión Europea.

## Historia
Es el pueblo más antiguo de la zona, ya que aparece en documentos fiscales del siglo XV de la República de Nóvgorod. En 1875 se fundó el municipio. Tras la Segunda Guerra Mundial, Ilomantsi cedió a la Unión Soviética la parte oriental de su término municipal, cuyos habitantes se refugiaron principalmente en Savonia. Actualmente es el municipio finlandés con mayor proporción de cristianos ortodoxos, que forman casi la quinta parte de la población local.